# Церква святого апостола Івана Богослова (Конопківка)
Церква святого апостола Івана Богослова в Конопківці — парафія і храм греко-католицької громади Микулинецького деканату Тернопільсько-Зборівської архієпархії Української греко-католицької церкви в селі Конопківка Тернопільського району Тернопільської области.

## Історія церкви
Храм збудували у 1832 році, а його архітекторами, жертводавцями, авторами іконостасу та розписів стали парафіяни. Парафію відновили в лоні УГКЦ у 1990 році. До 1946 року парафія і храм належали до УГКЦ. У 1991–1992 роках громада села відреставрувала церкву.
У 1992 році храм освятив єпископ Михаїл Сабрига.
Візитацію парафії єпископа Василія Семенюка провели у 2009 році.
При парафії діють: братство Матері Божої Неустанної Помочі та Марійська дружина.
На території є фігури та хрести парафіяльного значення.

## Парохи
- о. Михайло Світенький (до березня 1946),
- о. Михайло Кухарський (з 1990).